# Jim McCourt
James „Jim” Vincent McCourt  (ur. 24 stycznia 1944 w Belfaście, zm. 19 czerwca 2023) – irlandzki bokser kategorii lekkiej. W 1964 roku na letnich igrzyskach olimpijskich w Tokio zdobył brązowy medal.